# San Giovanni Suergiu
San Giovanni Suergiu település Olaszországban, Szardínia régióban, Carbonia-Iglesias megyében. Lakosainak száma 5630 fő (2023. január 1.). San Giovanni Suergiu Giba, Sant’Antioco, Tratalias, Portoscuso és Carbonia községekkel határos.

## Közlekedés
1926 és 1974 között a településnek vasútállomása volt.

## Népesség
A település lakossága az elmúlt években az alábbi módon változott:
| Lakosok száma | 6048 | 6018 | 5630 |
|               | 2017 | 2018 | 2023 |